# اچ‌ام‌اس وکسهام (ام۲۷۳۸)
اچ‌ام‌اس وکسهام (ام۲۷۳۸) (به انگلیسی: HMS Wexham (M2738)) یک کشتی بود. این کشتی در سال ۱۹۵۴ ساخته شد.